# Ryszard Krzyminiewski
Ryszard Krzyminiewski (ur. 10 lutego 1948 w Poznaniu, zm. 18 maja 2022) – polski fizyk, profesor nauk fizycznych, specjalizował się w fizyce medycznej oraz elektronowym rezonansie paramagnetycznym, nauczyciel akademicki Uniwersytetu im. Adama Mickiewicza w Poznaniu.

## Życiorys
Studia na poznańskim Wydziale Fizyki i Matematyki UAM ukończył w 1971, gdzie następnie został zatrudniony i zdobywał kolejne awanse akademickie. Stopień doktorski uzyskał w 1980, a habilitował się w 1996 na podstawie oceny dorobku naukowego i pracy pod tytułem Struktura elektronowa i geometryczna rodników w napromieniowanych monokryształach wybranych związków organicznych. Tytuł naukowy profesora nauk fizycznych został mu nadany w 2011 roku.
Na macierzystym Wydziale Fizyki UAM pracował jako profesor nadzwyczajny i kierownik w Zakładzie Fizyki Medycznej. W pracy badawczej zajmował się m.in. spektroskopią elektronowego rezonansu paramagnetycznego (EPR) i spektroskopią podwójnego rezonansu elektronowo-jądrowego (ENDOR) oraz ich zastosowaniami w badaniu struktury elektronowej wolnych rodników w biologicznie aktywnych związkach chemicznych, a także przetwarzaniem sygnałów elektrofizjologicznych oraz monitoringiem telemedycznym.
Był autorem opracowania nowej nieinwazyjnej metody badania aktywności elektrycznej mięśnia sercowego nazwanej elektrokardiografią wysokiej rozdzielczości sygnałowej (ECG-CREM; nazywana też: wektografią wysokiej rozdzielczości lub komputerowym badaniem serca).
Był członkiem m.in. Polskiego Towarzystwa Fizycznego, Polskiego Towarzystwa Spektroskopii EPR, Międzynarodowego Stowarzyszenia Telemedycyny i E-zdrowia oraz Polskiego Towarzystwa Fizyki Medycznej. Swoje prace publikował m.in. w "Polish Journal of Mediccal Physics and Engineering" oraz w "Journal of Magnetic Resonance". Był żonaty z Bożeną, miał dwóch synów.